# Archibald Philip Primrose, 5. jarl af Rosebery
Archibald Philip Primrose, (den 5. jarl af Rosebery) KG, PC (født 7. maj 1847 i Berkeley Square, London, England, død 21. maj 1929 i Epsom, Surrey, England) var en liberal britisk politiker, der bl.a. var premier- og udenrigsminister. 

## Forældre
Archibald Philip Primrose var søn af lady Catherine Lucy Stanhope (1819-1901) og Archibald John Primrose, lord Dalmeny (1809 – 1851). Han var sønnesøn af den skotske adelsmand Archibald John Primrose, 4. jarl af Rosebery (1783 – 1868). Farfaderen blev britisk ’’Baron Rosebery’’ af Rosebery i grevskabet Edinburgh i 1828. 

## Ægteskab og børn
Archibald Primrose giftede sig med Hannah de Rothschild (1851-1890), der var det eneste barn af Mayer Amschel de Rothschild (1818 – 1874). Hannah de Rothschild var én af Englands rigeste kvinder. 
Parret fik fire børn:
- Lady Sybil Myra Caroline Grant, født som lady Sybil Primrose (1879–1955), forfatterinde.
- Lady Margaret Primrose (født 1881).
- Albert Edward Harry Primrose, 6. jarl af Rosebery (1882-1974) KT, PC, Lord Lieutenant for Midlothian i 1929 – 1974, minister for Skotland maj – juli 1945, leder af partiet Liberal Nationals’s fraktion i Overhuset i 1945 – 1947, medlem af Underhuset 1906 – 1910 og af Overhuset 1929 – 1974.
- Den ærede Neil James Archibald Primrose (1882-1917) PC MC, medlem af Underhuset, viceminister i udenrigsministeriet og chefindpisker under  Finansministeriet, kaptajn, faldet i Gezer nær Gaza i Palæstina under 1. verdenskrig, begravet i Ramla, far til lady Ruth Alice Hannah Mary Primrose (1916 – 1989).

## Stats- og udenrigsminister
Archibald Primrose var premierminister i 1894 -1896. Han var udenrigsminister i februar – august 1886 og i 1892 – 1894. 

## Andre embeder i London
Archibald Primrose var viceminister i indenrigsministeriet i 1881–1883. Han var arbejdsminister (First Commissioner of Works) og vogter af statsrådets segl (Lord Privy Seal) i 1885. 
Han blev Stor Londons første ’’amtsborgmester’’ (chairmen of the London County Council) i 1889–1890 og igen i 1892.
Archibald Primrose var formand for statsrådet i 1894 – 1895.

## Medlem af Overhuset
Da Archibald Primrose var tre år gammel mistede han sin far. 
Farfaderen Archibald John Primrose, 4. jarl af Rosebery var en skotsk adelsmand, der ikke var automatisk medlem af Overhuset. I 1818 – 1830 var den 4. jarl af Rosebery indvalgt i Overhuset som én af den skotske adels 16 repræsentanter. 
I 1828 fik Archibald John Primrose den britiske titel ’’Baron Rosebery’’. Derefter var han født medlem af Overhuset indtil sin død i 1868. 
Archibald Primrose indtrådte i Overhuset, da han 25 år gammel blev fuldmyndig. Han var medlem af huset indtil sin død i 1929. Hans efterkommere beholdt sædet i Overhuset indtil Overhusreformen i 1999.

## Midlothian
Archibald Primrose var Lord Lieutenant i West Lothian (Linlithgowshire indtil 1921) i 1873 – 1929. Han var også Lord Lieutenant for Midlothian i 1884–1929. Derefter beklædte hans søn stillingen i Midlothian indtil 1964. 
Archibald Primrose blev jarl af Midlothian i 1911. Titlen som jarl af Midlothian er gået i arv til hans efterkommere.